# Tony Laurent-Gonnet
Tony Laurent-Gonnet (thailändisch โทนี่ โลร๊งท์ กอนเนท์, * 1. Mai 2003 in Si Racha) ist ein thailändisch-französischer Fußballspieler.

## Karriere
Tony Laurent-Gonnet erlernte das Fußballspielen in der Jugendmannschaft des HSC Montpellier im französischen Montpellier. Im August 2021 kehrte er nach Thailand zurück. Hier schloss er sich in der Hauptstadt Bangkok dem Nonthaburi United S.Boonmeerit FC an. Mit dem Verein spielte er in der dritten Liga, der Thai League 3. Mit dem Hauptstadtverein spielte er in der Bangkok Metropolitan Region der Liga. Am 1. Januar 2022 wechselte er in die erste Liga, wo er einen Vertrag beim Ratchaburi FC in Ratchaburi unterschrieb. Der Uthai Thani FC, ein Zweitligist aus Uthai Thani, lieh ihn Mitte Dezember 2022 bis Saisonende aus. Sein Zweitligadebüt gab Laurent-Gonnet am 18. Februar 2023 (24. Spieltag) im Heimspiel gegen den Customs United FC. Bei dem 0:0-Unentschieden wurde er in der 78. Minute für Prasittichai Perm eingewechselt. Mit dem Verein aus Uthai Thani wurde er am Saisonende Tabellendritter und qualifizierte sich somit zu den Aufstiegsspielen zur ersten Liga. Hier konnte man sich im Finale gegen den Customs United FC durchsetzen und stieg in die erste Liga auf. Für Uthai Thani bestritt er ein Ligaspiel. Nach Ende der Saison kehrte er nach Ratchaburi zurück. Nach seiner Rückkehr wurde sein Vertrag nicht verlängert. Zu Beginn der Saison 2023/24 schloss er dem Drittligisten Angthong FC an. Mit dem Verein aus Ang Thong spielte er in der Western Region der Liga. Am Ende der Saison 2023/24 wurde er mit dem KLub Vizemeister der Region. In den Aufstiegsspielen zur zweiten Liga konnte man sich jedoch nicht durchsetzen. Nach 16 Ligaspielen wechselte er Mitte Juli 2024 zum Zweitligisten Pattaya United FC. Am Ende der Saison 2024/25 belegte er mit Pattaya den 16. Tabellenplatz und musste somit in die dritte Liga absteigen.